# Hōjō Sadatoki
Hōjō Sadatoki est un nom japonais traditionnel ; le nom de famille (ou le nom d'école), Hōjō, précède donc le prénom (ou le nom d'artiste).
Hōjō Sadatoki (北条 貞時, 20 avril 1271-6 décembre 1311) est le neuvième shikken (régent) du shogunat de Kamakura (de 1284 à 1301), et tokusō (chef du clan Hōjō) de sa nomination comme shikken jusqu'à sa mort.
Fils du shikken Hōjō Tokimune et de sa femme de la famille Adachi, Sadatoki devient shikken à l'âge de quatorze ans à la mort de son père mais reste sous le tuteurage de Taira Yoritsuna.

## L'incident de Shimotsuki
Le clan Hōjō a défait de nombreuses familles rivales, n'épargnant que le clan Adachi. Les Adachi et les Hōjō sont d'anciens alliés mais un complot ourdi par Adachi Yasumori afin de tromper les Hōjō a pour conséquence que Sadatoki autorise Taira Yoritsuna à attaquer la famille Adachi. Taira Yoritsuna a peut-être falsifié les accusations portées contre Adachi Yasumori en raison de rivalités politiques. L'attaque a lieu en 1285 et reste connue sous le nom d'« incident de Shimotsuki ».  Elle se produit près de la résidence des Adachi et entraîne la quasi extermination du clan Adachi (cinq cents morts). Adachi Yasumori était le beau-père de Tokimune, père de Sadatoki.

## L'incident de la porte Heizen
Les soldats de Sadatoki tuent Taira Yoritsuna et quatre-vingt-dix de ses partisans à l'occasion de ce qui est connu sous le nom d'« incident de la porte Heizen » (平禅門の乱, Heizenmon no ran) en 1293. Il ordonne cette purge dans la confusion qui suit le séisme de Kamakura (1293) (en).

## Fin de régence et mort
Sadatoki termine sa régence et entre dans les ordres en 1301. Bien qu'il vive reclus dans un temple, quelques sources indiquent qu'il continue à diriger le Japon jusqu'à sa mort en 1311. Il est enterré dans un sanctuaire avec son père et Hōjō Takatoki.
Une messe de requiem est organisée au Engaku-ji pour le douzième anniversaire de sa mort en 1323. Le temple de Jufuku-ji envoie 260 prêtres.